# Гурамішвлі (станція метро)
41°46′30″ пн. ш. 44°47′42″ сх. д. / 41.77500° пн. ш. 44.79500° сх. д.
«Гурамішвілі»(груз. გურამიშვილი) — станція Ахметелі-Варкетільської лінії Тбіліського метрополітену, розташовується між станціями «Сараджішвілі» і «Грмагеле». Відкрита 16 листопада 1985 .
Назва була дана за однойменним проспектом, в свою чергу, названим на честь поета Давида Гурамішвілі.
Назва до 1992 року — «ТЕМКА» (груз. თემქა — ТЕВЗ, Тбіліський електровозобудівний завод).
Оздоблення —колійні стіни оздоблені темно-коричневим мармуром прикрашені темними напівколами. Станція освітлюється низкою круглих люстр. У вестибюлі знаходяться рельєфи з символічними зображеннями людей.
Конструкція станції — односклепінна глибокого закладення. Похилий хід тристрічковий, починається з південного торця станції. У північному торці, де спочатку планувався вихід, розташовується сходи, що ведуть до СТП.
Колійний розвиток — до 1989 року станція була кінцевою, зберігся пошерсний з'їзд між коліями. Крім того, за станцією відгалужується СЗГ до депо ТЧ-2 «Глдані».

## Ресурси Інтернету
- Тбіліський метрополітен [Архівовано 19 травня 2014 у Wayback Machine.](англ.)
- Тбіліський метрополітен(груз.)